# Wincanton (przedsiębiorstwo)

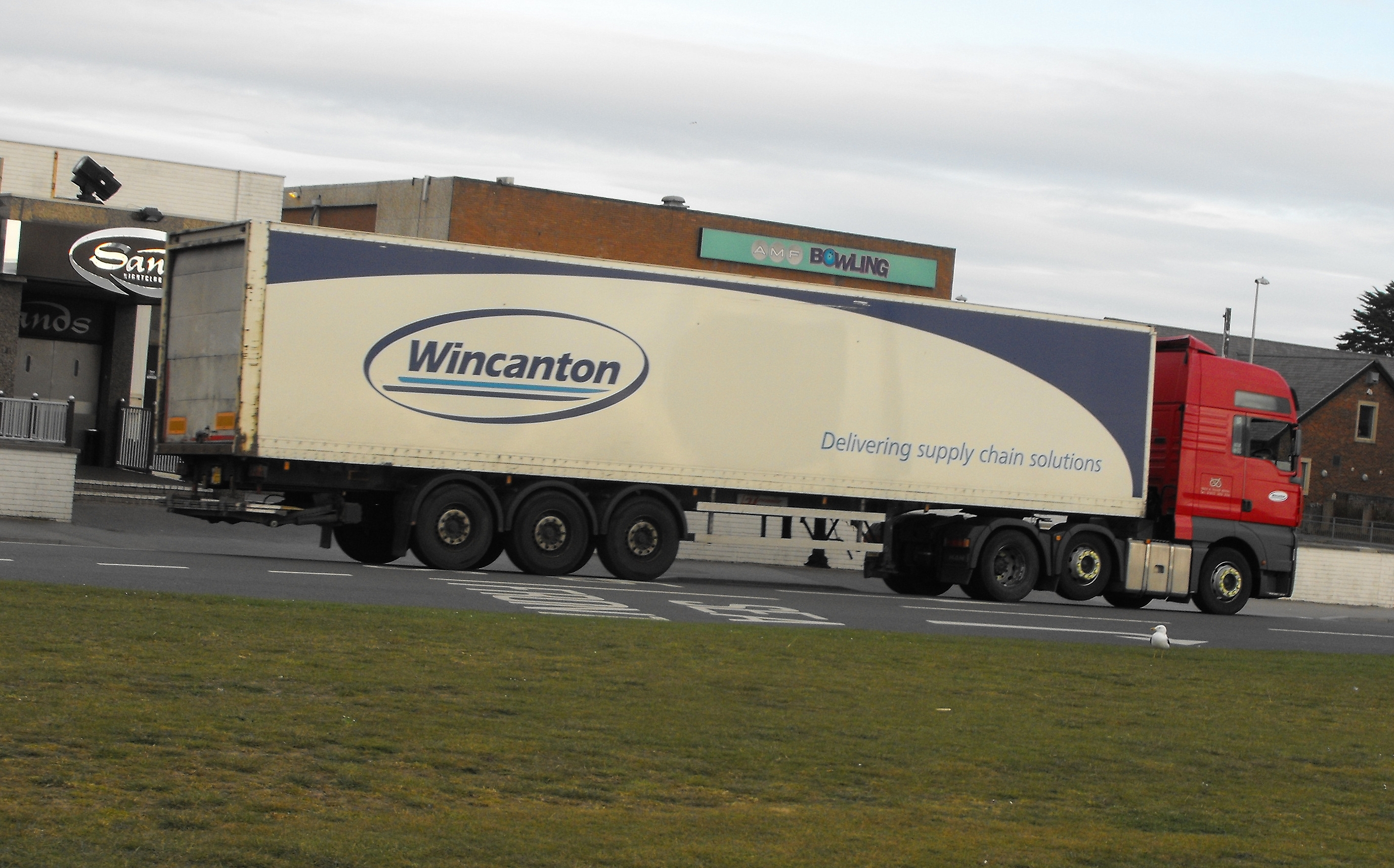
Wincanton

Wincanton – brytyjskie przedsiębiorstwo logistyczne specjalizujące się w zaopatrzeniu przedsiębiorstw, w tym sieci supermarketów oraz dystrybucji artykułów spożywczych i przemysłowych dla sprzedawców detalicznych.

## Historia
Firma została założona w roku 1925 pod nazwą Wincanton Transport & Engineering Ltd. Początkowo obsługiwała tylko przemysł mleczarski. W latach 50. XX wieku przedsiębiorstwo podzielono na oddział mleczny i ogólnospożywczy. W latach 80. przedsiębiorstwo rozpoczęło obsługę sieci supermarketów. Prowadzi działalność w wielu krajach Europy. W roku 2011 spółki Wincanton w Polsce, Czechach, na Węgrzech i Słowacji oraz niemiecka sieć drogowa zostały przejęte przez Raben Group.